# Náhodný Výběr
Náhodný Výběr je česká pop rocková kapela ze Soběslavi založená v roce 2014. V České republice vystupuje na klubové i festivalové scéně. 

## Historie

### Napadla mě melodie
V roce 2014 vychází první album kapely nahrané ve strakonickém studiu Hellsound. Celé album je zřetelně inspirováno americkým teenage punkem. Se svým debutem kapela vystupuje v několika oblastních i celorepublikových rádiích.

### Láskyplní
Láskyplní je album natočené v roce 2016 taktéž ve studiu Hellsound. Žánrově i textově staví na předchozí tvorbě kapely, jen ji rozvíjí do složitějších hudebních aranží, a občas i bizarnějších textů.

### Útěky domů
V roce 2018 vydává kapela album Útěky domů. Nahrávka je zřetelnou změnou směru kapely v rámci žánru i textů; objevují se složitější témata, do hudby vstupuje pop a výraznější produkce jednotlivých písní. Výrazně se mění i zvuková stránka, o který se stará Luna Music Studio v Kutné Hoře.

### Tebe
Ve druhé polovině léta roku 2022 kapela vydává album Tebe, ve kterém pod taktovkou producenta Tomáše Frödeho definitivně opouští teenage punk, a vydává se do různých nových směrů a žánrů. Album, nahrané ve Studiu "i", vychází pod vydavatelstvím Supraphon, a dostává se mu širší pozornosti médií i posluchačů.

### DESET
V roce 2024, při příležitosti desátého výročí, vydává kapela vinyl DESET, sestávající ze tří nových a osmi nově nahraných starších písní. Album křtí na výročním koncertě k deseti letům v 4.největší koncertní sále na jihu Čech písničkář Láska a kapela UDG.

## Diskografie

### Studiová alba
- 2014 – Napadla mě melodie
- 2016 – Láskyplní
- 2018 – Útěky domů[2]
- 2022 – Tebe[3][4][5]
- 2024 – DESET

### Videoklipy
- Romantička
- Je to jenom hra
- Inspirace
- Vzpomínám
- Útěk domů
- Sesypej se do mě[6]
- Kapela na prodej[7]

## Členové
- Martin Bednář – zpěv, saxofon
- Marek Ctibor – doprovodná kytara
- Stanislav Gerka – sólová kytara
- Jan Kučera – basa
- Štěpán Bartoš – bicí, elektronika, produkce